# Maria da Conceição Neves Aboud
Maria da Conceição Neves Aboud (São Luís, 10 de julho de 1925 —  Teresópolis, 13 de outubro de 2005) foi uma escritora brasileira.
Conceição Neves Aboud ficou conhecida principalmente por sua produção romanesca. Sua obra, enquadrada na tradição realista, recebeu reconhecimento tanto do público quanto da crítica literária especializada. O crítico Renato Jobim destacou sua capacidade de expressão, afirmando que ela "tem a coragem de dizer o que pensa e sabe como dizê-lo". Entre seus trabalhos mais notáveis está o romance Grades e Azulejos, considerado uma importante representação literária da cidade de São Luís do Maranhão.
Atualmente, suas obras são consideradas raras, com poucos exemplares que são disponíveis principalmente em bibliotecas e acervos particulares.

## Academia Maranhense de Letras
Foi eleita em 06 de agosto de 1955 para a Cadeira nº 20 da Academia Maranhense de Letras, sucedendo o jurista Barros e Vasconcelos. Foi recepcionada pelo historiador Jerônimo de Viveiros, em 08 de dezembro de 1955. Tornou-se a terceira mulher a ser eleita para a Academia Maranhense de Letras, depois das poetas Laura Rosa (em 1943) e Mariana Luz (em 1949).

## Obras[4]
- A ciranda da vida (1951)
- Grades & Azulejos (1951)
- Rio Vivo (1956)
- Teias do Tempo (1993)